# Vis Pesaro 1898 1994-1995
Questa pagina raccoglie le informazioni riguardanti la Vis Pesaro 1898 nelle competizioni ufficiali della stagione 1994-1995.

## Rosa
| N. |                   | Ruolo | Calciatore          |
| -- | ----------------- | ----- | ------------------- |
|    | Italia (bandiera) | C     | Matteo Cartolini    |
|    | Italia (bandiera) | P     | Maurizio Battistini |
|    | Italia (bandiera) | A     | Massimo Busilacchi  |
|    | Italia (bandiera) | C     | Rossano Casoni      |
|    | Italia (bandiera) | D     | Christian Cecchi    |
|    | Italia (bandiera) | C     | Maurizio Cerasa     |
|    | Italia (bandiera) | C     | Francesco Cucchi    |
|    | Italia (bandiera) | D     | Gian Luca Elefanti  |
|    | Italia (bandiera) | D     | Egidio Ingrosso     |
|    | Italia (bandiera) | D     | Gian Luca Legati    |

| N. |                   | Ruolo | Calciatore          |
| -- | ----------------- | ----- | ------------------- |
|    | Italia (bandiera) | C     | Oscar Lasagni       |
|    | Italia (bandiera) | D     | Claudio Leonardi    |
|    | Italia (bandiera) | C     | Alessandro Luzi     |
|    | Italia (bandiera) | A     | Maurizio Montigelli |
|    | Italia (bandiera) | A     | Gian Luca Pittaluga |
|    | Italia (bandiera) | A     | Filippo Renzoni     |
|    | Italia (bandiera) | C     | Cristiano Spalaore  |
|    | Italia (bandiera) | P     | Sergio Spuri        |
|    | Italia (bandiera) | D     | Pedini Valerio      |
|    | Italia (bandiera) | C     | Mirko Veschi        |

## Risultati

### Campionato

#### Girone di andata
| 4 settembre 1994 1ª giornata | Vis Pesaro | 1 – 0 | Poggibonsi |  |

| 11 settembre 1994 2ª giornata | Cecina | 0 – 1 | Vis Pesaro |  |

| 18 settembre 1994 3ª giornata | Vis Pesaro | 1 – 0 | Giorgione |  |

| 25 settembre 1994 4ª giornata | Forlì | 2 – 0 | Vis Pesaro |  |

| 2 ottobre 1994 5ª giornata | Vis Pesaro | 0 – 1 | Montevarchi |  |

| 9 ottobre 1994 6ª giornata | Teramo | 1 – 1 | Vis Pesaro |  |

| 16 ottobre 1994 7ª giornata | Maceratese | 0 – 0 | Vis Pesaro |  |

| 23 ottobre 1994 8ª giornata | Vis Pesaro | 0 – 0 | Baracca Lugo |  |

| 30 ottobre 1994 9ª giornata | Ponsacco | 2 – 2 | Vis Pesaro |  |

| 6 novembre 1994 10ª giornata | Vis Pesaro | 1 – 0 | Fano |  |

| 13 novembre 1994 11ª giornata | Vis Pesaro | 2 – 2 | Fermana |  |

| 20 novembre 1994 12ª giornata | Rimini | 2 – 2 | Vis Pesaro |  |

| 27 novembre 1994 13ª giornata | Vis Pesaro | 2 – 1 | Cittadella |  |

| 4 dicembre 1994 14ª giornata | San Donà | 2 – 1 | Vis Pesaro |  |

| 11 dicembre 1994 15ª giornata | Vis Pesaro | 1 – 0 | Castel di Sangro |  |

| 18 dicembre 1994 16ª giornata | Giulianova | 1 – 1 | Vis Pesaro |  |

| 23 dicembre 1994 17ª giornata | Vis Pesaro | 1 – 1 | Livorno |  |

#### Girone di ritorno
| 15 gennaio 1995 18ª giornata | Poggibonsi | 0 – 0 | Vis Pesaro |  |

| 22 gennaio 1995 19ª giornata | Vis Pesaro | 2 – 2 | Cecina |  |

| 29 gennaio 1995 20ª giornata | Giorgione | 0 – 0 | Vis Pesaro |  |

| 19 febbraio 1995 21ª giornata | Vis Pesaro | 1 – 0 | Forlì |  |

| 26 febbraio 1995 22ª giornata | Montevarchi | 2 – 1 | Vis Pesaro |  |

| 5 marzo 1995 23ª giornata | Vis Pesaro | 0 – 1 | Teramo |  |

| 12 marzo 1995 24ª giornata | Vis Pesaro | 3 – 1 | Maceratese |  |

| 19 marzo 1995 25ª giornata | Baracca Lugo | 2 – 1 | Vis Pesaro |  |

| 26 marzo 1995 26ª giornata | Vis Pesaro | 1 – 0 | Ponsacco |  |

| 2 aprile 1995 27ª giornata | Fano | 1 – 1 | Vis Pesaro |  |

| 9 aprile 1995 28ª giornata | Fermana | 2 – 1 | Vis Pesaro |  |

| 15 aprile 1995 29ª giornata | Vis Pesaro | 0 – 0 | Rimini |  |

| 23 aprile 1995 30ª giornata | Cittadella | 1 – 0 | Vis Pesaro |  |

| 30 aprile 1995 31ª giornata | Vis Pesaro | 0 – 1 | Sandonà |  |

| 7 maggio 1995 32ª giornata | Castel di Sangro | 0 – 0 | Vis Pesaro |  |

| 14 maggio 1995 33ª giornata | Vis Pesaro | 3 – 1 | Giulianova |  |

| 21 maggio 1995 34ª giornata | Livorno | 0 – 0 | Vis Pesaro |  |